# Courier
Кур'є́р (англ. Courier) — комп'ютерний шрифт, що належить до класу моноширинних. Шрифт розробив Говард Кеттлер (1919—1999) 1955 року на основі стандартного латинського шрифту друкарської машинки. Через деякий час шрифт став використовуватися у всіх галузях друкарського виробництва.
Спочатку Говард Кеттлер хотів назвати свій витвір Посильний (англ. Messenger), однак у підсумку він зупинився на назві Кур'єр (англ. Courier):

Лист може бути звичайним посильним або кур'єром, який випромінює гідність, престиж і стабільність.
Оригінальний текст (англ.)
[A letter can be just an ordinary messenger, or it can be the courier, which radiates dignity, prestige, and stability.] Помилка: [undefined] Помилка: {{Lang}}: немає тексту (допомога): не вказано код мови (допомога)

Від 1 лютого 2004 Державний департамент США поміняв свій стандартний шрифт: на зміну Courier прийшов Times New Roman. Причиною було «прагнення до сучаснішого і розбірливішого шрифту».